# Guadalajara (Španělsko)
Guadalajara je město ve Španělsku, hlavní město stejnojmenné provincie v autonomním společenství Kastilie – La Mancha. Město se nachází zhruba 60 km severovýchodně od Madridu na řece Henares a žije zde přibližně 91 tisíc obyvatel. Počet obyvatel od druhé poloviny 20. století setrvale stoupá.
Město je spojeno s Madridem příměstskými vlaky Cercanías. Za městem leží nádraží Guadalajara-Yebes, kde zastavují rychlovlaky AVE.

## Historie
Guadalajaru založili mezi 8. a 9. století Arabové.  V roce 1085 byla Guadalajara dobyta Alfonsem VI. Kastilským. V roce 1460 král Jindřich IV. Kastilský udělil Guadalajaře titul města. V průběhu 16. století bylo období rozmachu města.
Během španělské občanské války (1936-1939), která způsobila městu značné škody, byl ve zdejším opuštěném klášteře Polní lazaret Jana Amose Komenského, v němž pracovala česká zdravotnická skupina pod vedením Karla Holubce a Bedřicha Kische. V tomto lazaretu působil rovněž František Kriegel, Vlasta Veselá, Helena Petránková a další.

## Partnerská města
- Guadalajara, Mexiko [3]
- Guadalajara de Buga, Kolumbie
- Livorno, Itálie
- Nitra, Slovensko
- Nowy Sącz, Polsko [4]
- Nuneaton, Spojené království
- Parma, Itálie
- Roanne, Francie